# Стаматис Краунакис
Стаматис Краунакис (на гръцки: Σταμάτης Κραουνάκης) е съвременен гръцки композитор, текстописец, изпълнител, продуцент и писател. Израсъл в Атина и възпитаник на политическия Университет „Пантеон“.

## Биография
Изключително плодотворен музикален автор, който само през XX век е автор на музика и/или песни за 34 албума и още 50 театрални постановки. Сътрудничеството му е особено успешно с Евангелия Николакопулу. От 1997 година е артистичен директор на театъра в Кавала. Оттогава е пословична връзката му със Северна Гърция. Верен на себе си и на своята откровеност, през 2014 г. заявява в прав текст по гръцката национална телевизия (ERT), че 
| „ | В Северна Гърция говорят гръцки от 100 години. Преди това са говорели български. На север от Ламия казваха, че не разбират гръцки. | “ |